# 충남혁신도시
충남혁신도시는 충청남도 홍성군, 예산군에 위치한 혁신도시다.